# San Nicolás, Santa Cruz de Juventino Rosas
San Nicolás är en ort i Mexiko.   Den ligger i kommunen Santa Cruz de Juventino Rosas och delstaten Guanajuato, i den centrala delen av landet, 240 km nordväst om huvudstaden Mexico City. San Nicolás ligger 1 750 meter över havet och antalet invånare är 136.
Terrängen runt San Nicolás är kuperad norrut, men söderut är den platt. Runt San Nicolás är det tätbefolkat, med 411 invånare per kvadratkilometer. Närmaste större samhälle är Santa Cruz de Juventino Rosas, 2,1 km öster om San Nicolás. Trakten runt San Nicolás består till största delen av jordbruksmark.